# Телемарк (округ)
Телемарк (норв. Telemark) је округ у јужном делу Норвешке. Управно седиште округа је град Скијен. Значајан је и град Порсгрун.
Површина округа Телемарк је 15.299,22 km², на којој живи око 170 хиљада становника.
Грб Телемарка потиче из 1970. године и на њему се налази стари тип борбене секире, значајан за овај округ.

## Положај и границе округа
Округ Телемарк се налази у јужном делу Норвешке и граничи се са:
- север: округ Бускеруд,
- исток: округ Вестфолд,
- југ: Северно море (Скагерак),
- југозапад: округ Авст-Агдер,
- запад: округ Рогаланд,
- северозапад: округ Хордаланд.

## Природни услови
Телемарк је приморски округ, са пространим планинским залеђем на северу. У приобалном делу на југу округа постоји неколико мањих долина. Н крајњем северу се издижу планине, које се са висоравни Хардангервидом.
Округ излази на Северно море, на његов део Категат. Обала је разуђена, са бројним малим острвима и полуострвима. Од река позната је река Рјукан. У округу постоји и пар језера, од којих су највећа и најпознатија Норсје, Нисер и Месватер.

## Становништво
По подацима из 2010. године на подручју округа Телемарк живи око 170 хиљада становника, већином етничких Норвежана.
Округ последњих деценија бележи веома мало повећање становништва. У последњих 3 деценије увећање је било за приближно 5%.
Густина насељености - Округ има густину насељености је 11 ст./км², што је близу од државног просека (12,5 ст./км²). Приобални део округа на југу је много боље насељен него планински на северу.

## Подела на општине
Округ Телемарк је подељен на 18 општина (kommuner).